# Maskenzug-Polka
Die Maskenzug-Polka ist eine Polka française von Johann Strauss Sohn (op. 240). Das Werk wurde am 14. Oktober 1860 in Pawlowsk in Russland erstmals aufgeführt.